# Sant Mori
Sant Mori – gmina w Hiszpanii, w prowincji Girona, w Katalonii, o powierzchni 7,39 km². W 2011 roku gmina liczyła 196 mieszkańców.